# Poetas crepusculares

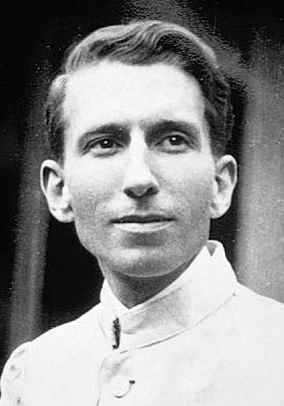
Guido Gozzano

Se denominan poetas crepusculares a ciertos poetas italianos de principios del siglo XX que fueron ganados por el vacío existencial que se desencadenó luego del colapso del positivismo y que adoptaron actitudes de cansancio y abandono.
Entre los miembros más destacados de esta corriente se cuentan Guido Gozzano, Sergio Corazzini, Marino Moretti y Fausto Maria Martini.
Un motivo recurrente de los poetas crepusculares es la enfermedad y la degradación. Su mundo se encuentra dominado por imágenes crepusculares (tanto en sentido literal como figurativas), hospitales, conventos, ancianas, mendigos, iglesias en las que las velas se consumen indiferentes, rosas que van demudando sus pétalos en altares de calles desiertas en las que crecen las malezas, combinados para crear atmósferas melancólicas, muy a menudo en ambientes interiores.

## Historia
Por los mismos años en que se vio el desenvolvimiento del espíritu de revuelta basado en el vitalismo y el individualismo, inclinados a ver en el intelectual y en el escritor al protagonista de la historia y al creador de las fuerzas del futuro, los crepusculares hacen experiencias poéticas diferentes que devalúan sustancialmente la función del poeta y, por lo tanto, van en la dirección opuesta a aquella propuesta por Giosuè Carducci y de la elaboración súpertécnica de Gabriele D'Annunzio. Los crepusculares se refieren a Pascoli y D'Annunzio del Poema paradisíaco y están influenciados por Paul Verlaine y algunos poetas decadentes flamencos y franceses, tales como Maurice Maeterlinck y Jules Laforgue, y han tomado conciencia del desgaste de esa tradición clásica a la que ellos permanecieron fieles. Existe cierta conexión entre Pascoli ya que tanto él como los crepusculares escribieron poesía de las "pequeñas cosas".

## Poetas y obras
- 1899: Cesellature de Tito Marrone.
- 1901: Le gemme e gli spettri e Le rime del commiato de Tito Marrone.
- 1903: Le fiale e Armonia in grigio et in silenzio de Corrado Govoni; Tutti li angioli piangeranno de Giulio Gianelli.
- 1904: Liriche de Tito Marrone; Mentre l'esilio dura de Giulio Gianelli; Dolcezze de Sergio Corazzini.
- 1905: Fuochi d'artifizio de Corrado Govoni; L'amaro calice e Le aureole de Sergio Corazzini; Fraternità de Marino Moretti; I cavalli bianchi de Aldo Palazzeschi.
- 1906: Piccolo libro inutile e Libro per la sera della domenica de Sergio Corazzini; Le piccole foglie morte de Fausto Maria Martini.
- 1907: Gli aborti de Corrado Govoni; Panem nostrum de Fausto Maria Martini; Lanterna de Aldo Palazzeschi; La via del rifugio de Guido Gozzano; La rinunzia e Un giorno de Carlo Vallini.
- 1908: Intimi vangeli de Giulio Gianelli; La serenata delle zanzare de Marino Moretti.
- 1909: Liriche de Sergio Corazzini; Poemi de Aldo Palazzeschi; Canti brevi de Nino Oxilia.
- 1910: Poesie provinciali de Fausto Maria Martini; Poesie scritte col lapis de Marino Moretti; Sogno e ironia de Carlo Chiaves; L'incendiario de Aldo Palazzeschi.
- 1911: Poesie elettriche de Corrado Govoni; Poesie de tutti i giorni de Marino Moretti; I colloqui de Guido Gozzano.
- 1913: L'incendiario II de Aldo Palazzeschi.
- 1915: L'inaugurazione della primavera de Corrado Govoni; Il giardino dei frutti de Marino Moretti.
- 1918: Gli orti de Nino Oxilia.